# مارتن هيس (سياسي)
مارتن هيس هو سياسي ألماني، ولد في 11 يناير 1971 في هشينغن في ألمانيا. نشط حزبياً في البديل من أجل ألمانيا. في الانتخابات الفيدرالية الألمانية 2017، انتخب عضو في البوندستاغ الألماني عن دائرة Ludwigsburg (electoral district) ‏ وقد انضم خلال البوندستاغ الألماني التاسع عشر (24 أكتوبر 2017 – ) للكتلة البرلمانية جماعة حزب البديل من أجل ألمانيا في البوندستاغ ‏.